# نوکایوو
نوکایوو (انگلیسی: Nukayevo) یک شهرک در شهرستان کوگارچینسکی جمهوری باشقیرستان در کشور روسیه است.